# Ялмар Аппельгрен-Ківало
Ялмар Аппельгрен-Ківало (фін. Otto Hjalmar Appelgren-Kivalo; 5 квітня 1853 — 26 липня 1937, Гельсінкі) — фінський археолог і музеєзнавець, етнограф, фахівець з фінно-угорських старожитностей, голова Археологічної комісії Гельсінкі, голова Доісторичного відділення Національного музею Фінляндії, професор (з 1922) Гельсінського університету, редактор «Suomen Museo» і «Finskt Museo».

## Життєпис
Наукова кар'єра дослідника почалася у 1884 році з посади помічника у музеї історії і етнографії Гельсінського університету. Після декількох років роботи в Археологічній комісії, він став хранителем (1893), обіймав посаду державного антиквара (1915—1926).
Брав активну участь як видатний кресляр та ілюстратор в експедиціях відомого фінського археолога Йоганна Аспеліна до Мінусинської улоговини на берегах Єнісею (1887).
1931 року завдяки старанням Аппельгрена були видані цікаві матеріали експедиції В. Р. Аспеліна, який працював у Південному Сибіру в 1887—1889 роках. Наукова монографія вийшла німецькою (Muokataan sivua Alt-Altaische Kunstdankmaler. Briefe und Bildermaterial von J. R. Aspelins Reisen in Sibirien und der Mongolei 1887—1889. Гельсінкі, 1931).